# Paris-Roubaix de 1991
A 89.º edição da corrida ciclista Paris-Roubaix teve lugar a 14 de abril de 1991 e foi vencida pelo francês Marc Madiot em solitário. A prova contou com 266 quilómetros legando o ganhador num tempo de 7h 08' 19".

## Classificação Final
| Posição | Ciclista            | Equipa              | Tempo      |
| ------- | ------------------- | ------------------- | ---------- |
| 1.      | Marc Madiot         | R.M.U.              | 7h 08' 19" |
| 2.      | Jean-Claude Colotti | Tonton Tapis        | + 1' 07"   |
| 3.      | Carlo Bomans        | Weimann-Eddy Merckx | m.t.       |
| 4.      | Steve Bauer         | Motorola            | m.t.       |
| 5.      | Franco Ballerini    | Do Tongo-Rex        | m.t.       |
| 6.      | Wilfried Peeters    | Histor-Sigma        | m.t.       |
| 7.      | Nico Verhoeven      | PDM-Concorde-Ultima | m.t.       |
| 8.      | Marc Sergeant       | Panasonic-Sportlife | m.t.       |
| 9.      | Olaf Ludwig         | Panasonic-Sportlife | + 1' 41"   |
| 10.     | Hendrik Redant      | Lotto-Super Clube   | m.t.       |